# Senggchuppa
Il Senggchuppa (3.607 m s.l.m.) è una montagna svizzera della Catena del Weissmies nelle Alpi Pennine. Si trova nel Canton Vallese.

## Descrizione
La montagna è collocata appena a nord del più alto Fletschhorn tra la Saastal e l'alta Val Divedro. Si può salire sulla montagna partendo dall'Alpe di Rossboden (raggiungibile dal passo del Sempione).